# Słupsk
Słupsk (Stolpa en español antiguo, en alemán Stolp) es una ciudad polaca situada en la voivodia de Pomerania, cerca del río Słupia, a 18 km del mar Báltico. Tiene una población de 99 646 habitantes y 43 km² de superficie.

## Historia
- 1269 - los derechos de Ciudad de Brandeburgo
- 1310 - los derechos de ciudad de Lübeck
- 1869 - el ferrocarril llega a Słupsk
- 1945 - entra el Ejército Rojo y pasa de Alemania a Polonia.
- 1999 - liquidación de la voivodia de Słupsk en la voivodia de Pomerania, con capital en Gdansk

En 2014, la ciudad fue laureada con el Premio de Europa, una distinción otorgada anualmente por el Consejo de Europa, desde 1955, a aquellos municipios que hayan hecho notables esfuerzos para promover el ideal de la unidad europea. Fue la cuarta ciudad polaca en recibir esta distinción, antecedida por Częstochowa (1998), Gdynia (2002) y Katowice (2008).

## Ciudades hermanadas
Płock está hermanada con las siguientes ciudades:
- Arcángel (Rusia)
- Bari (Italia)
- Bujará (Uzbekistán)
- Carlisle City (Reino Unido)
- Cartaxo (Portugal)
- Flensburgo (Alemania)
- Ustka (Polonia)
- Vantaa (Finlandia)
- Vordingborg (Dinamarca)